# Tatjana Lukina

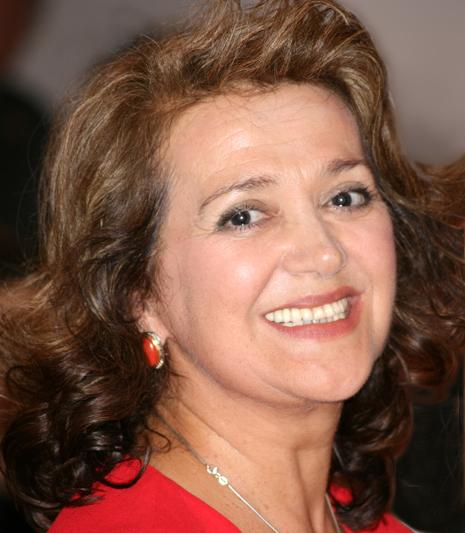
Tatjana Jewgenjewna Lukina, 2009

Tatjana Jewgenjewna Lukina (russisch Татьяна Евгеньевна Лукина; * 22. Mai 1949 in Lwow, Sowjetunion) ist eine russisch-deutsche Schauspielerin und Autorin. Sie ist Gründerin und Präsidentin von MIR e. V., Zentrum russischer Kultur in München.

## Leben
Tatjana Lukina wurde am 22. Mai 1949 in Lwow geboren. Sie wuchs in Leningrad (heute St. Petersburg) auf, wo sie bis 1978 lebte. In Leningrad studierte sie zunächst Schauspiel am dortigen Rimski-Korsakow-Konservatorium und dann Journalistik an der Universität Leningrad. Nach ihrer Ausreise ließ sie sich in München nieder und studierte an der dortigen Ludwig-Maximilians-Universität bis 1989 Theaterwissenschaften.

## Auszeichnungen
- Sie erhielt die Puschkin-Medaille 2006 für Verdienste auf dem Gebiet der Kultur und Aufklärung sowie der Annäherung und wechselseitigen Bereicherung der Kultur der Nationen und Völker.
- Am 24. März 2011 erhielt sie das Verdienstkreuz am Bande des Verdienstordens der Bundesrepublik Deutschland.[1]
- Der Orden der Freundschaft der Russischen Föderation wurde ihr im Juli 2019 verliehen.[2]
- Im Januar 2020 wurde sie mit der Medaille München leuchtet für ihr kulturelles Engagement und ihre Verdienste um die Völkerverständigung ausgezeichnet.[3]

## Werke
- „Die schönen Russinnen“ von Lada Nikolenko (1996)
- „Russische Spuren in Bayern“ (1997)
- „Puschkins Frauen“ (Literarischer Kalender 1999)
- „Tjuttschews Frühling in Bayern“ (Literarischer Kalender 2003)
- „Hommage an St. Petersburg“ (Literarischer Kalender 2004)
- „Zu zweit mit Tschechow“ (Literarischer Kalender 2005)
- „Eine Freundschaft in Bayern: H. Heine und F. Tjuttschew“ (Literarischer Kalender 2006)
- „Puschkin und seine Musen“ (Literarischer Kalender 2007)
- „Marianne von Werefkin“ (Jubiläumskalender 2008)
- „Russische Traditionen und Bräuche“ (Literarischer Kalender 2009)
- „Tolstoj. Tschechow. Liebe“ (Literarischer Kalender 2010)
- „Das russische München“ (2010)

## Schauspielerin
- 2002–2006: Amme in „Die Fledermaus“, Staatstheater am Gärtnerplatz
- 1993–2010: Alexandra Kallantai in „Ich hatte immer das Talent zu leben“
- Marina Zwetajewa in „Mein weiblichen Bruder“, MIR, Gasteig
- Wassilissa die Kluge in „Morosko“ – russisches Volksmärchen, MIR
- Warenka in „Scherzchen“ nach Anton Tschechow, Gasteig
- „Puschkins Musen“ und „Mein Puschkin“, Coburg-Moskau
- Klara in Ivan Turgenjews „Nach dem Tode“, Goethe-Forum
- Münchner Volkstheater (Nachtkastel) und Gasteig *
- Marina Zwetajewa in „Eine Romanze wird 70“,
- Marina Zwetajewa in „Chronik einer Seele“
- Lilja Brik in „Eine Ohrfeige dem öffentlichen Geschmack“
- „Ich lebe durch das Auge“, Stella Tinbergen-Produktion, Rolle: Tatjana Lukina
- „Russenrätsel“, ZDF – Securitel, Regie: D. von Chappuis, Rolle: Rita
- „21 Briefe“, ZDF – Moovie, Regie: N. Grosse, Rolle: die Mafia-Boss
- „Tjuttschew & Co“, Serie der TV-Kanal – „Kultura“, Moskau, Tatjana Lukina
- „Moskauer Tage“, Ursula Jeshel-Produktion und Regie; Hauptrolle
- „Der Kuss“, „Wahl“ – Produktion, Regie: Oleg Borisow; Rolle: René
- „Moskauer Ferien“, „Tara-Film“- Produktion; Rolle: Swetlana
- SOKO 5113, Elanfilm, Regie: Thomas Nikel; Rolle: Nadja
- Vera Wesskamp, Bavaria-Serie, Episodenhauptrolle: Natascha
- Ein Fall für zwei, ZDF-Odeonfilm -„Zehn Jahre danach“, Regie: R. Mayer, Rolle: Russin
- 2003: BR – Kulturkanal: Lesung zu „Fjodor Tjuttschew“, Regie M. Zues
- 2002: Radio Lora: „Alexandra Kollontaj“, Regie: R. Börger, Hauptrolle
- 1998: BR, „Mr. Arkadin“ von Orson Wells, Regie: Ulrich Gerhardt, Rolle:Sofie
- 1994–1997: BR, „Gavari“ m. K. Havenstein; Regie: I. Schuck, Hauptrolle:Swetlana